# 毛腾飞
毛腾飞（1962年10月—），湖南省武冈市人，毕业于湖南师范大学、中南大学铁道学院和商学院，中华人民共和国政治人物。曾任湖南省工业和信息化厅厅长。

## 生平
1962年10月，毛腾飞出生在湖南省武冈县（今武冈市大甸镇）。1979年9月考入湖南师范学院（今湖南师范大学）数学系数学专业，1983年7月毕业后分配至武冈县二中任教师。1985年8月考入长沙铁道学院（今中南大学铁道学院）概率论与数理统计专业硕士研究生班，1987年7月毕业。
1987年7月，进入政界，出任邵阳市计委干部，后来在综合科任科长。1993年3月，调入省会长沙市，任湖南省计委科技处主任科员，后来任财经处副处长、科技处副处长、高技术产业发展处处长、投资处处长，2004年4月转任湖南省发改委党组成员、总经济师，翌年11月任党组成员、副主任，2006年10月至2007年4月毛腾飞加入湖南省第六期中青年领导干部，在美国加州欧道明大学学习。
2007年11月，毛腾飞调任中国共产党湘潭市委员会常务委员、市人民政府常务副市长。2010年11月，升任中国共产党郴州市委员会副书记。2013年3月，升任中国共产党株洲市委员会副书记，提名市长，同年5月正式就任市长。2016年3月，再度晋升中国共产党株洲市委员会书记，同时兼任湖南省长株潭“两型社会”试验区工委副书记。4月兼任株洲军分区党委第一书记。2017年1月9日，在株洲市第15届人民代表大会第1次会议上当选株洲市人民代表大会常务委员会主任。
2021年4月18日，不再担任中共株洲市委书记，调任湖南省工业和信息化厅党组书记。2021年5月25日下午，湖南省十三届人大常委会第二十四次会议决定任命毛腾飞为湖南省工业和信息化厅厅长。2022年5月，卸任省工业和信息化厅厅长职务，转任湖南省政协委员、经济科技委员会副主任。
2022年11月，毛腾飞因涉嫌严重违纪违法，主动投案，经湖南省纪委常委会会议研究并报湖南省委批准，决定给予开除党籍处分；由湖南省监委给予其政务撤职处分，降为四级主任科员；收缴其违纪违法所得。